# The Northern Echo

The Northern Echo est un quotidien régional du matin publié dans le nord-est de l'Angleterre depuis Darlington.
Le Northern Echo fut fondé en 1870 par John Hyslop Bell qui en fit un journal libéral.
Ce fut son rédacteur en chef W. T. Stead qui fit sa renommée à la fin des années 1870 lorsqu'il soutint Gladstone. Le départ de W. T. Stead pour la Pall Mall Gazette faillit couler le journal qui échappa à la faillite en 1903 grâce à son rachat par Rowntree's.
Il appartient aujourd'hui à Newquest Media Group, une filiale de la Gannett Corporation. De format tabloïd, il se vend à 51 000 exemplaires.